# Sento Sé
Sento Sé è un comune del Brasile nello Stato di Bahia, parte della mesoregione di Vale São-Franciscano da Bahia e della microregione di Juazeiro.